# Mens vi venter
|  | Denne artikel er oprettet af botten Steenthbot ud fra en ekstern database. Den kan derfor have sproglige fejl eller mangler. Denne skabelon kan fjernes efter kontrol af indholdet. |

Mens vi venter er en dansk dokumentarfilm fra 1994 instrueret af Lise Rokkjær og Allan Ødegaard.

## Handling
En reportage fra Vilnius, Litauen, forår È94. Med udgangspunkt i unges udsagn, tegnes der i løbet af programmet et billede af, hvordan det er at være ung i et land, som for få år siden var en del af det tidligere Sovjetunionen. Hvad drømmer de unge om, -